# Dyson-Transformation
Die Dyson-Transformation ist ein Verfahren aus der additiven Zahlentheorie, welches von Freeman Dyson erdacht wurde, um Probleme wie den Satz von Mann oder das Cauchy-Davenport-Problem zu lösen. Es wurde von Olivier Ramaré verwendet, um zu beweisen, dass jede gerade Zahl die Summe von höchstens sechs Primzahlen ist.

## Definition
Seien {\displaystyle A=\{a_{1}<a_{2}<\cdots \}} und {\displaystyle B=\{0=b_{1}<b_{2}<\cdots \}} zwei Folgen natürlicher Zahlen. Die Dyson-Transformation erzeugt für jedes {\displaystyle e\in A} die neuen Folgen {\displaystyle A'=A\cup \{B+\{e\}\}}  und  {\displaystyle \,B'=B\cap \{A-\{e\}\}}.

## Eigenschaften
Für eine Folge  {\displaystyle A} aus natürlichen Zahlen und eine reelle Zahl x, schreibe {\displaystyle A(x)} für die Anzahl der Elemente aus {\displaystyle A}, welche in {\displaystyle [1,x]} liegen. Die neuartigen Folgen haben folgende Eigenschaften:
- {\displaystyle A'+B'\subset A+B}
- {\displaystyle \{e\}+B'\subset A'}
- {\displaystyle 0\in B'}
- {\displaystyle A'(m)+B'(m-e)=A(m)+B(m-e)}